# Бања Лопатница
Бања Лопатница се налази у селу Лопатница, 26 км удаљеном од Краљева у правцу Рашке, у Рашком округу, у Србији. Бања је позната по изворима природне термо-минералне воде богате магнезијумом, која помаже у лечењу многих болести.

## Локација
Село се простире испод шумовитих обронака планине Троглав, на обали истоимене реке Лопатнице. Налази се на надморској висини од 339 м, у планинском окружењу прошараном пашњацима. 
На пола пута између манастира Жича и Студеница, у месту Богутовац, река Лопатница се улива у Ибар. Ту почиње и благи успон долином реке, ка селу Лопатница и његовим засеоцима. Са нешто више од 200 становника, ово рурално подручје је заправо ретко насељено, а мештани се углавном баве пољопривредом - земљорадњом и сточарством. 

## Историја
За лековите изворе у Лопатници зна се одавно. Још 1835. године, у тадашњој Кнежевини Србији, рађена је хемијска анализа ове минералне воде, која по свом саставу спада у слабо сумпоровите воде и одликује се специфичним мирисом што представља назнаку да је слабо базна.

## Лековитост бање
Лопатничка Бања поседује природну минералну воду, богату магнезијумом. Лопатничка термо-минерална вода помаже при лечењу многих болести као што су: реуматизам, хроничне мигрене, неуралгије и неурозе, болести нервног система, мултипла склероза, неуротични симптоми болести органа за варење, болести кардиоваскуларног система (тахикардија, болести периферних крвних судова, висок крвни притисак) као и разна кожна обољења.
У пречнику од десетак километара од бање Лопатница налази се неколико извора лековите термо-минералне воде, а најпознатији је онај у Богутовачкој бањи.

## Туризам
Последњих година дошло је до развоја сеоског туризма у овим крајевима. У селу Лопатница изграђени су објекти погодни за госте из земље и иностранства, етно кућа „Оаза Мира“ и етно село „Бисер Лопатнице“.

### Локална гастрономија
Гастрономски специјалитети који се нуде у бањи Лопатница елементи су традиционалне српске кухиње: пастрмка у таландари, домаћи роштиљ, кисели купус или пасуљ у земљаном лонцу, врхунски кајмак, сир, домаћи хлеб или проја од брашна самлевеног у оближњој воденици поточари, пуњена паприка, подварак, ћуфте, сарма, разне пите и гибанице са зељем и копривом, сиром и кајмаком. Традиционално пиће је хладна домаћа ракија.

### Туристичке дестинације у околини
У близини Лопатничке бање налазе се: Богутовачка бања – удаљена 6 км, Матарушка бања – 20 км, Тврђава Маглич – 14 км, Манастир Жича – 25 км, Манастир Студеница – 50 км.